# 全国SNSカウンセリング協議会
一般財団法人全国SNSカウンセリング協議会（いっぱんざいだんほうじんぜんこくえすえぬえすカウンセリングきょうぎかい、Social Media Counseling Association, 略称 : SMCA）は、日本国内におけるSNS カウンセリング手法の開発、LINE相談、研究、普及に関する活動を行う一般財団法人である。

## 概要
総務省発表の統計では20代におけるLINEやFacebookなどのSNS利用時間は1日平均60．8分に対して、電話は1日平均4分となっており、若者の主たるコミュニケーション手段は電話ではなく、SNSを活用している。しかし、いじめや自殺などの既存の相談窓口の多くは電話対応であり、SNSでの相談は未対応となっており、相談窓口と利用者のミスマッチがかねてより指摘されていた。
また、2017年11月に起きたSNSでのやり取りが発端となった座間9人殺害事件に関連し、国が「SNSを通じて誰もが相談しやすい窓口」の整備を進めていくという閣僚会議の決定により、SNS相談窓口の全国単位での環境整備とその品質向上が急務になっていた。
こうした流れを受け、SNS関連事業者、電話相談事業者、カウンセラー、研究機関、教員らが幅広く連携し、SNS相談員のスキル向上の研修・SNS相談のノウハウの研究・高品質なSNS相談の普及等を目的に2017年12月6日に設立された。

## 活動
2017年8月に長野県とLINE株式社会が「LINEを利用した子どものいじめ・自殺対策に関する連携協定」を締結し、トランスコスモス、LINE株式会社、公益財団法人関西カウンセリングセンターが協力し、9月10～23日の2週間にわたり、長野県内の中高生の悩み相談を受けるため、LINEの相談専用アカウント「ひとりで悩まないで＠長野」を運営した。相談専用アカウントには、1579件のアクセスがあり、このうち547件で相談に対応した。これは2016年の長野県の電話相談の年間相談数259件であり、2週間で電話相談1年分を軽く上回る結果となった。なお、長野県とLINEはこのLINE自殺相談事業の報告資料を公開している。
- 2018年2月12日 - SNSカウンセラーの養成研修会を開催[5]。
- 2018年2月28日 - SNS相談研修会を開催[6]
- 2018年3月1日 - 厚生労働省委託事業で自殺対策強化月間に「LINE」を利用した相談事業を実施[7]
- 2018年5月10日 - 第1回SNSカウンセリングシンポジウムを開催